# Carl Salbach

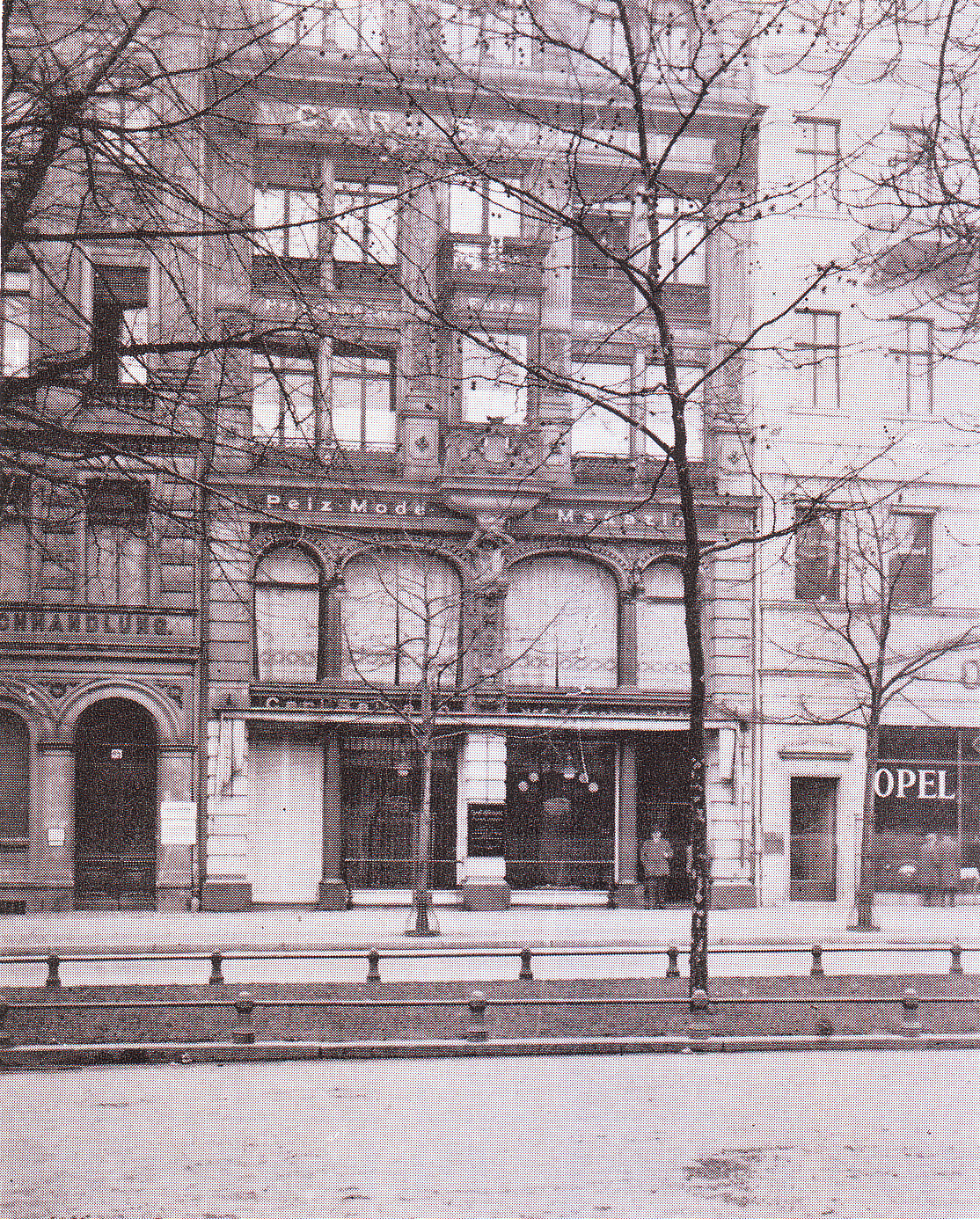
Pelz-Mode-Magazin Carl Salbach, Unter den Linden (undatiert)

Das Berliner Pelzmodellhaus Carl Salbach, en gros et en détail, wurde im Jahr 1820 gegründet und nach dem Zweiten Weltkrieg weiter geführt. Es gehörte zu den exklusivsten Kürschnereien seiner Zeit. Neben dem hauptsächlichen Detailgeschäft betrieb das Unternehmen einen Großhandel. Etwa 1966 hat das Unternehmen seine Tätigkeit eingestellt.

## Firmengeschichte
Eine Anzeige von Carl Salbach, en gros und en détail, Berlin, Kommandantenstraße 4 und Jerusalemer Straße 11, beides Nähe Dönhoffplatz, verkündete Anfang Dezember 1864:
„Durch meinen Schwiegervater, den Rauchwaarenhändler John Bernardo in London, in den Stand gesetzt, Felle jeder Gattung aus erster Quelle zu beziehen, ist es mir möglich, meine solidem und gut gearbeiteten Pelzwaaren, als Bisam, Nerz, Iltis, Biber und Fee, zu den allerbilligsten Preisen in großer Auswahl zu verkaufen.“

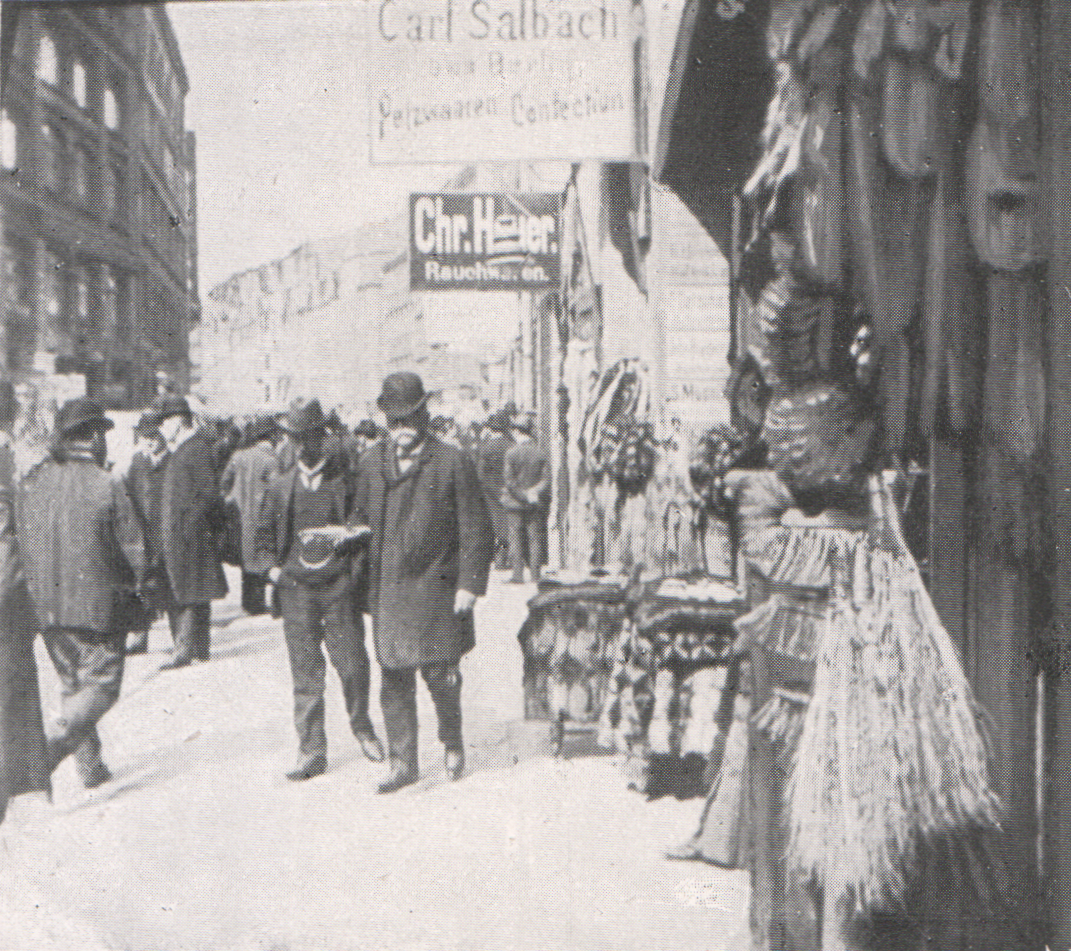
Carl Salbach, zur Messezeit in Leipzig (vor 1912)

Um 1900 gehörte Salbach, neben Herpich, im sich gerade entwickelnden, sogenannten Berliner Westen zu den beiden führenden Pelzeinzelhändlern. Die zuvor herausragende Firma Michelet war in eine erste Etage der Leipziger Straße in Berlin-Mitte umgezogen. Wie in der Kürschnerei üblich, wies man im Lauf des Bestehens in der Werbung immer wieder auf die Serviceleistungen, wie Maßanfertigungen, Reparaturen, Umarbeitungen, Modernisierungen und Pelzkonservierung hin.
Auf einem Foto aus dem Welthandelszentrum des Leipziger Brühl zur Messezeit ist ein Firmenschild „Carl Salbach von Berlin, Pelzwaaren Confection“ zu sehen, mit dem die Firma auf sich als Großhändler aufmerksam macht.
Im Leipziger Adressbuch der Jahre scheint er jedoch nicht verzeichnet zu sein. Sehr wahrscheinlich hatte die Firma einen Rauchwaren-Kommissionär auf dem Brühl, eventuell beschränkte sich die Aktivität dort auch nur auf ein Lager während der Messe. Wie die Berliner Pelzmodellfirmen Adolf Doll & Söhne, C. A. Herpich Söhne und Bisegger bot auch Salbach auf der Leipziger Messe seine Konfektion im gehobenen Genre an.
In einer Fachzeitung des Jahres 1912 pries man für den Einzelhandel an:
„Konfektion feinster Pelzwaren. Erstklassige Verarbeitung. Elegante aber leicht verkäufliche Modelle in Jacken - Mänteln - Colliers und Muffen. Stapel-Formen in Skunks - Austral. Opossum, Nerz & Feh in auserlesenen Ausführungen zu hervorragend billigen Preisen.“
Salbach war „streng konservativ“ und „behielt die zurückhaltende Art des alten, soliden Geschäftes, das sich seines Wertes bewusst ist“. Angeregt durch französische Vorbilder verschickte man jedoch als einer ersten der Branche „ausgezeichnete Kataloge in vorbildlicher Aufmachung und Qualität“. 1905 war der königliche Hofkürschnermeister George Salbach mit der Adresse Unter den Linden 66 verzeichnet. In einem an „Euer Hochwohlgeboren“ adressierten Prospekt wies der Inhaber im Oktober 1906 darauf hin, dass sich seine Firma „ausschliesslich mit der Anfertigung und dem Vertriebe von Pelzwaren als ausschliessliche Spezialität“ befasst. Der Hofkürschnermeister unterhielt zu der Zeit zwei repräsentative Ladenlokale in feinster Geschäftslage, Unter den Linden 67 und Leipziger Straße 107. 1925 hieß es in einer Anzeige, Hofkürschner Ihrer Kgl. Hoh. d. Frau Herzogin v. Sachsen-Meiningen.
In den Branchenorganisationen scheinen die Inhaber der Firma Carl Salbach kaum aktiv gewesen zu sein. Im zehn Wochen andauernden „Streik zur Erkämpfung der Arbeitsvermittlung“ in der Berliner Pelzbranche, vom 26. Juni bis 4. September 1905, taten sich seine etwa 40 Arbeiter und Arbeiterinnen besonders hervor, die „bis auf den letzten Mann noch wie eine Mauer im Streik standen“. Nachdem der Unternehmerkollege Arthur Wolf verkündet hatte: „Wir sind die Sieger und verhandeln mit den Arbeitern überhaupt nicht, jetzt diktieren wir!“ erklärte Salbach, ihm wäre es gleich, mit wem er verhandle, „die Hauptsache sei, daß er alle seine Leute wiedererhalte. Es sei Zeit, daß der Streik beendet werde“.
Bei einer Vorbesprechung einer künftigen regelmäßigen Deutschen Modenschau in Berlin wurde die Anwesenheit von Carl Salbach erwähnt. Die Veranstaltung fand jedoch nur einmalig im August 1921 in der Scala statt, „sie war gut besucht, aber mehr als ein Publikumserfolg war sie nicht“.
In der wirtschaftlich schwierigen Zeit des Jahres 1930 lösten Carl Salbach wie auch Adolf Doll ihre Filialen in Charlottenburg auf dem Kurfürstendamm auf. In einem Werbeschreiben des Jahres 1935 wies Salbach darauf hin, dass sein Betrieb, Unter den Linden 58I, das älteste arische Pelzhaus sei.
Nach einer offenbar kriegsbedingten Unterbrechung der Geschäftstätigkeit und seiner Rückkehr aus vierjähriger russischer Kriegsgefangenschaft gründete Carl Salbach 1949 erneut einen Betrieb unter der Firma „Salbach“-Pelze in der 2. Etage auf dem Kurfürstendamm 48. Gleichzeitig war er noch Mitgesellschafter des Pelzmodellhauses Carl Salbach GmbH. im Ostsektor Berlins. Im Jahr 1951 kam ein Ladengeschäft auf dem Kurfürstendamm 50a hinzu. Im selben Jahr verlegte Kürschnermeister Carl Salbach sein Geschäft von der Etage, Kürfürstendamm 48, in einen „netten Laden“ zum Kurfürstendamm 80a, Ecke Schlüterstraße.
Im Jahr 1961 lautet der Eintrag im „Winckelmann“, dem Fachverzeichnis der Branche, „Salbach-Pelze, Inh. M. Hass, Kurfürstendamm 50a“, für eine Kürschnerei mit Ladenlokal. 1966 gab es einen zusätzlichen Eintrag, für Heinrich Salbach & Co., auf der Uhlandstraße 33. Ein von der Kürschnerinnung herausgegebenes Fachadressbuch von 1967/68 nennt noch Heinrich Salbach, Kurfürstendamm 50, im Winckelmann des Jahres findet sich bereits für beides kein Eintrag mehr.

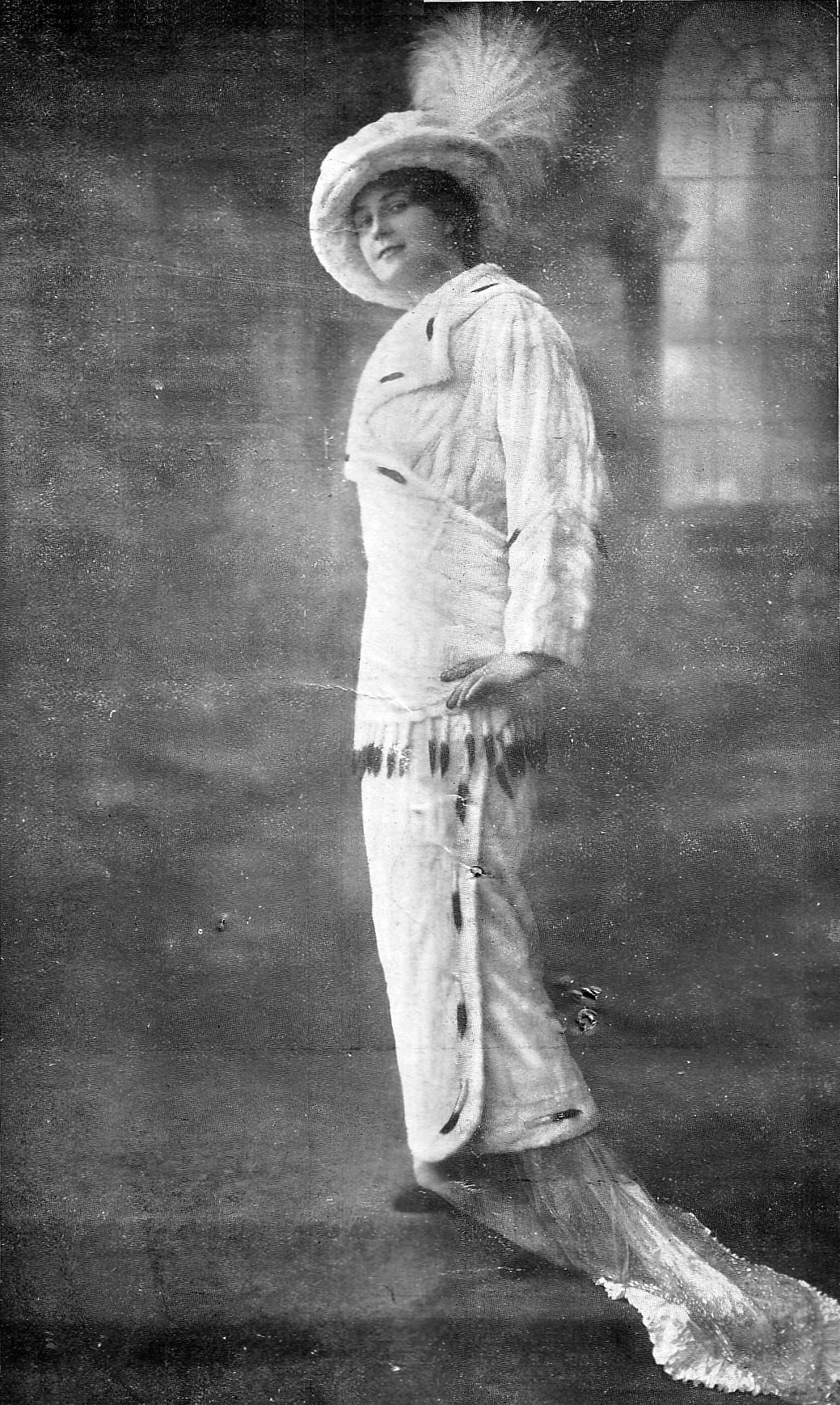
Extravaganter Hermelinmantel der Firma Salbach (1912)

## Marginalien
- Der Rauchwarenhändler Henri l'Hoest war in seiner Jugend viele Jahre bei Salbach tätig „und betreute das Pelzwerk des kaiserlichen und kronprinzlichen Haushalts. Er konnte fesselnd von seinen Begegnungen mit den hohen und höchsten Herrschaften berichten - von der Sparsamkeit der Kronprinzessin Viktoria, die Pelzmäntel für ihre Töchter nicht bewilligen wollte, weil zu teuer, aber von der l'Hoest ein feines Frühstück vorgesetzt bekam, weil er länger warten musste.“[3]

- In der Käutner- „Verfilmung des Hauptmann von Köpenick“ aus dem Jahr 1956 transportiert Heinz Rühmann seine bei der Entlassung aus dem Gefängnis erhaltenen Utensilien in einem Pelzkarton der Firma Carl Salbach, bevor er sich in die Rolle des Wilhelm Voigt (1849–1922) als Hochstapler Hauptmann von Köpenick begibt.[19]

## Adressen
Im Berliner Adressbuch des Jahres 1875 sind verzeichnet:
Carl Salbach, Hof-Kürschner Sr. Majestät des Kaisers und Königs und Sr. Kgl. Hoheit des Prinzen Carl von Preußen, Pelz- und Rauchwaaren-Lager en gros et en detail, Friedrichtr. 174, Inhab. Carl Salbach
C. Salbach, Kaufmann, Engel Ufer 5 III.
Albert Froboese, vormals Carl Salbach, Pelz- und Rauchwaarenlager, Leipzigerstraße 10, Inh. A. Froboese; Wohnung: Leipziger Platz 10
M. Gottschau geb. Salbach vw. Rendant, Krausenstraße 76 L.
M. Gottschau, Kürschner, Landsberger Straße 105 III.
Gebrüder A. und H. Gottschau, Kaufleute, Kommandantenstraße 87 Pt.
Im Jahr 1876 ist der Hofkürschner Carl Salbach, en gros et en detail, auf der Friedrichstraße 174, II. Etage eingetragen, mit einem zweiten Lager in der Passage (Kaiser-Galerie) Laden 32.
Im Jahr 1922 war die Großhandelsadresse, wie bereits 1912, Unter den Linden 67.
1938 ist die Carl Salbach G.m.b.H. mit ihrer Pelzwarenfabrik Unter den Linden 58, erste Etage im Pelzfachverzeichnis eingetragen.

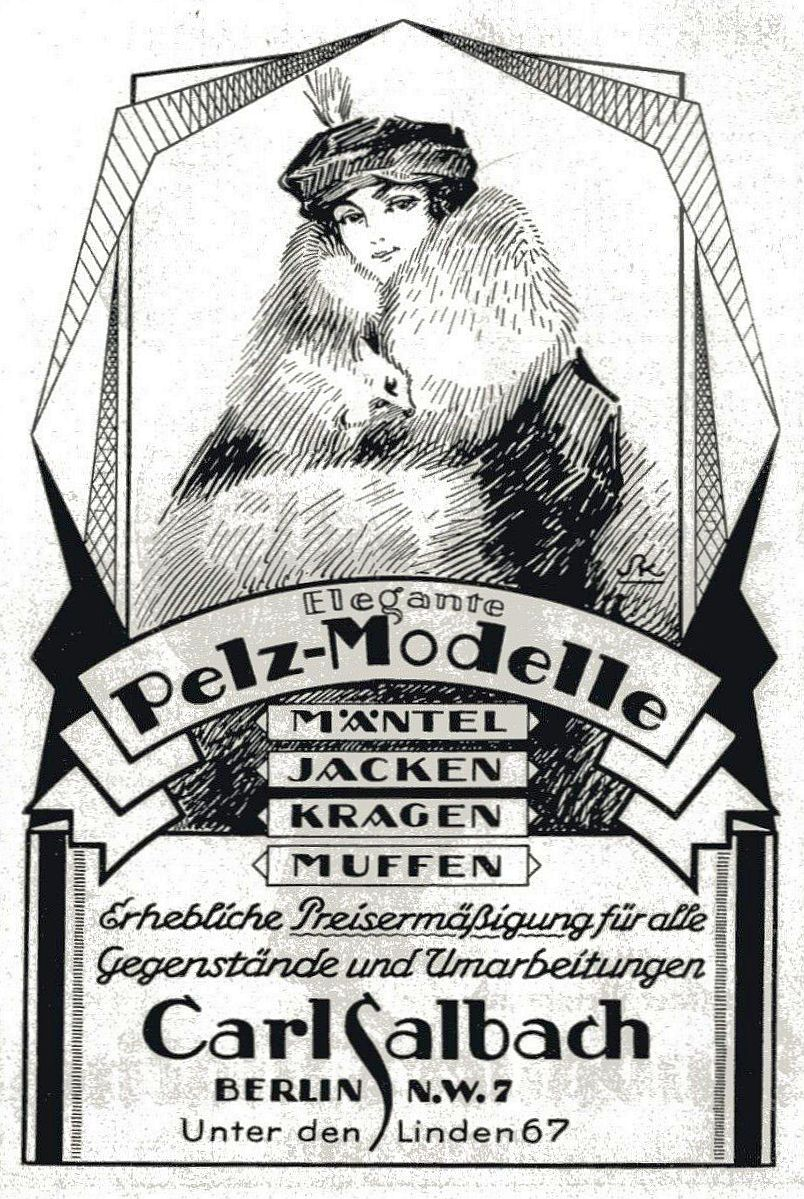
Anzeige „Carl Salbach, elegante Pelz-Modelle“ (1922)

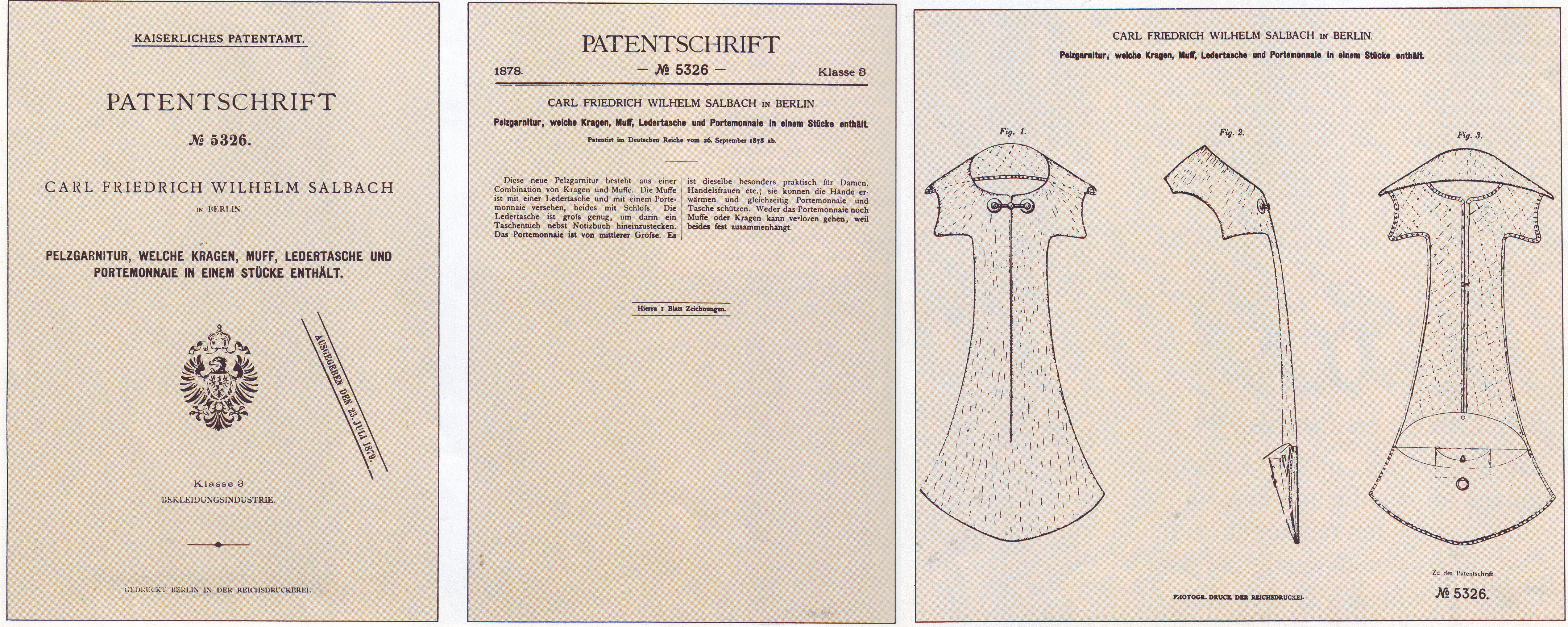
Patentschrift Carl Salbach für eine Pelzgarnitur, „welche Kragen, Muff, Ledertasche und Portemonnaie in einem Stücke enthält“ (1878)